# 예산여자고등학교
예산여자고등학교(禮山女子高等學校)는 대한민국 충청남도 예산군 예산읍 주교리에 있는 공립 고등학교이다.

## 학교 연혁
- 1941년 4월 24일 : 예산공립실과여학교 설립 인가
- 1941년 5월 19일 : 개교 및 입학식
- 1951년 8월 31일 : 예산여자고등학교로 교명 개칭
- 1977년 3월 1일 : 예산여자중, 고등학교 분리
- 2010년 3월 1일 : 도교육청 지정 자율학교(5년간)
- 2013년 3월 1일 : 학칙변경(학년 당 6학급, 특수 2학급)
- 2023년 9월 1일 : 제33대 이성돈 교장 부임
- 2024년 1월 5일 : 제72회 졸업식(130명, 누계 20,309명)
- 2024년 3월 4일 : 2024학년도 신입생 입학(6학급 128명)
- 2025년 3월 1일 : 제34대 박옥래 교장 부임

## 참고 자료
- 예산여자고등학교 - 한국교육학술정보원 학교알리미